# Las Limas-i szobor
A Las Limas-i szobor (spanyol nevén: Señor de Las Limas, azaz „Las Limas-i úr”) az olmék kultúra egyik legjelentősebb tárgyi emléke. Ma a Xalapa-Enríquezben található régészeti múzeumban látható.

## Története
A szobor az olmék fővárostól mintegy 40 km-re délre található, nagyjából i. e. 1000 körül lakott Las Limasban készült. Anyaga valószínűleg a guatemalai fennsík térségéből, a Motagua völgyéből származhat.
1965. július 16-án két gyerek (Rosa és Severiano Manuel Pascual) bukkant rá véletlenül a földbe temetett szoborra, de nem tudták, hogy mit találtak: az út agyagjából kiemelkedő fejet az Acrocomia aculeata nevű pálma termésének, a coyolnak a megtörésére használták üllőként. Amikor valaki haza akarta vinni, és elkezdte kiásni, csak akkor derült ki, hogy ez valójában egy szobor. A „kőmajom”-lelet híre gyorsan terjedt a környéken, el is vitték egy közeli ranchóra, ahol sokan gyűltek össze, hogy megcsodálják. A szokatlan figurát hamarosan „kikiáltották” Jézust karjaiban tartó Szűzanyának, és egy Guadalupei Szűzanya-oltárra helyezték el, köpenyt és koronát adtak rá, papírból készült virágokkal díszítették fel, pálmákkal, virágokkal és gyertyákkal vették körül. A helyi sajtóból a Veracruzi Egyetem régészeti intézete is értesült a szoborról, ám amikor el akarták szállítani a xalapai múzeumba, a helyiek nem akarták engedni. Cserébe többek között iskolát és utakat kértek a falunak: ezekre ígéretet is kaptak, de csak az ígéretek egy része valósult meg a későbbiekben. A szobrot a múzeum bejáratánál egy talapzatra helyezték, de eléggé védtelenül: így fordulhatott elő, hogy 1970. október 12-én ellopták. Amikor szerencsésen megkerült (méghozzá a Texas állambeli San Antonio egy motelszobájában elhagyatva; valószínűleg túl ismert volt már ahhoz, hogy a feketepiacon értékesíteni lehessen), piritből készült szemei már hiányoztak.

## Leírás
A zöldesszürke kígyókőből készült, 55 cm magas, 42 cm széles, 60 kg tömegű szobor egy keresztezett lábakkal ülő férfit ábrázol, amint karjaiban egy élettelennek tűnő (elernyedt végtagokkal rendelkező) gyermeket tart, aki lehetséges, hogy valamilyen szertartás során bemutatott áldozat lehet, maga a férfi pedig talán egy pap. Testének felületén több, valószínűleg szakrális tartalmú ábra látható: vállaira és térdeire arcokat (talán istenségekéit) karcoltak. Ez a szobor a ma ismert legnagyobb olyan olmék alkotás, amit ebből az anyagból készítettek.